# Алту-ду-Іпіранга (станція метро Сан-Паулу)
Алту-ду-Іпіранга (порт. Estação Alto do Ipiranga) — станція метро Сан-Паулу, розташована на Лінії 2 (зелена) в окрузі Віла-Пруденті на південному сході міста. Станція була відкрита 30 червня 2007 року. На станції заставлено тактильне покриття. 